# 塩化コバルト(II)
塩化コバルト(II)（えんかこばると に、Cobalt(II) chloride）は、+2価のコバルトの塩化物で、化学式 CoCl2 で表される。無水物（青色）をはじめ、1.5水和物（暗青紫色）、二水和物（赤紫色）、四水和物（桃赤色）、六水和物（赤色）などの水和物が知られている。無水物は潮解性の青色三方晶で、安定な水和物である六水和物は淡赤色単斜晶である。水（赤色溶液）、メタノール（青色溶液）、エタノール（青色溶液）、アセトン（青色溶液）などに溶ける。

## 合成
CoCO3やCo(OH)2など2価のコバルト塩を濃塩酸に溶かして、溶媒を蒸発させて製造する。
CoCO
3 + 2HCl  →  CoCl
2 + H
2O + CO
2
Co(OH)
2 + 2HCl  →  CoCl
2 + 2H
2O
金属コバルトと塩素の反応でも生成する。
Co + Cl
2  →  CoCl
2

## 性質
無水物から水和物へと吸湿して変化してゆくにつれて青から赤へと色調が変わり、水を失う場合は可逆的で色調が変化するので、シリカゲルなどに水分の指示薬として添加される。他にも示温顔料、ガラス、陶器の着色、ビールの泡の安定剤、植物が取り込む物質を調べる時、ビタミンB12の原料などにも利用される。